# Mats Thelin
Mats Gunnar Thelin (né le 30 mars 1961 à Stockholm en Suède) est un joueur professionnel suédois de hockey sur glace qui évoluait au poste de défenseur.

## Biographie

### Carrière en club
Formé au FoC Farsta, il commence sa carrière en senior dans l'Elitserien avec l'AIK IF en 1980. Il remporte le Trophée Le Mat 1982 avec l'AIK. Il est choisi au septième tour en cent-quarantième position par les Bruins de Boston lors du repêchage d'entrée dans la LNH 1981. Il part en Amérique du Nord de 1984 à 1987. Il joue dans la Ligue nationale de hockey avec les Bruins et dans la Ligue américaine de hockey avec les Golden Flames de Moncton. Il met un terme à sa carrière de joueur en 1994.

### Carrière internationale
Il représente la Suède au niveau international.

## Statistiques

### En club
| Saison     | Équipe                   | Ligue       |     | Saison régulière | Saison régulière | Saison régulière | Saison régulière | Saison régulière |   | Séries éliminatoires | Séries éliminatoires | Séries éliminatoires | Séries éliminatoires | Séries éliminatoires |
| Saison     | Équipe                   | Ligue       | PJ  | B                | A                | Pts              | Pun              | PJ               | B | A                    | Pts                  | Pun                  |                      |                      |
| 1980-1981  | AIK Solna                | Elitserien  | 9   | 0                | 0                | 0                | 4                | 5                | 0 | 0                    | 0                    | 6                    |                      |                      |
| 1981-1982  | AIK Solna                | Elitserien  | 36  | 2                | 2                | 4                | 28               | 7                | 0 | 1                    | 1                    | 16                   |                      |                      |
| 1982-1983  | AIK Solna                | Elitserien  | 28  | 6                | 4                | 10               | 50               | 3                | 1 | 1                    | 2                    | 4                    |                      |                      |
| 1983-1984  | AIK Solna                | Elitserien  | 16  | 4                | 1                | 5                | 20               |                  |   |                      |                      |                      |                      |                      |
| 1984-1985  | Bruins de Boston         | LNH         | 73  | 5                | 13               | 18               | 9                | 5                | 0 | 0                    | 0                    | 6                    |                      |                      |
| 1985-1986  | Bruins de Boston         | LNH         | 31  | 2                | 3                | 5                | 29               |                  |   |                      |                      |                      |                      |                      |
| 1985-1986  | Golden Flames de Moncton | LAH         | 2   | 0                | 1                | 1                | 0                |                  |   |                      |                      |                      |                      |                      |
| 1986-1987  | Bruins de Boston         | LNH         | 59  | 1                | 3                | 4                | 69               |                  |   |                      |                      |                      |                      |                      |
| 1987-1988  | AIK Solna                | Elitserien  | 39  | 2                | 8                | 10               | 56               | 1                | 0 | 0                    | 0                    | 0                    |                      |                      |
| 1988-1989  | AIK Solna                | Elitserien  | 38  | 6                | 16               | 22               | 62               | 2                | 0 | 2                    | 2                    | 0                    |                      |                      |
| 1989-1990  | AIK Solna                | Elitserien  | 15  | 3                | 4                | 7                | 20               | 2                | 0 | 0                    | 0                    | 2                    |                      |                      |
| 1990-1991  | AIK Solna                | Elitserien  | 37  | 1                | 3                | 4                | 54               |                  |   |                      |                      |                      |                      |                      |
| 1991-1992  | AIK Solna                | Elitserien  | 36  | 0                | 5                | 5                | 79               | 3                | 0 | 0                    | 0                    | 2                    |                      |                      |
| 1992-1993  | AIK Solna                | Elitserien  | 22  | 0                | 3                | 3                | 22               |                  |   |                      |                      |                      |                      |                      |
| 1993-1994  | AIK Solna                | Allsvenskan | 38  | 8                | 9                | 17               | 46               | 9                | 0 | 2                    | 2                    | 12                   |                      |                      |
| Totaux LNH | Totaux LNH               | Totaux LNH  | 163 | 8                | 19               | 27               | 107              | 5                | 0 | 0                    | 0                    | 6                    |                      |                      |

### En équipe nationale
| Année | Compétition          |    | PJ | B | A | Pts | Pun | +/-                |  | Résultat |
| 1982  | Championnat du monde | 10 | 0  | 0 | 0 | 8   |     | Quatrième place    |  |          |
| 1983  | Championnat du monde | 5  | 0  | 3 | 3 | 4   |     | Quatrième place    |  |          |
| 1984  | Jeux olympiques      | 7  | 0  | 1 | 1 | 4   |     | Médaille de bronze |  |          |
| 1984  | Coupe Canada         | 8  | 1  | 2 | 3 | 14  |     | Médaille d'argent  |  |          |